# Cynthia Khan
Cynthia Khan, de son vrai nom Yang Li-tsing (楊麗菁, née le 13 décembre 1968) est une actrice taïwanaise connue pour ses apparitions dans de nombreux films hongkongais et philippins du genre Girls with guns.
Son nom de scène est un mélange entre ceux de Cynthia Rothrock et Michelle Yeoh (alors appelée Michelle Khan).

## Biographie
Après avoir étudié le chinois et le jazz à l'école, elle remporte à 17 ans un concours national de jeunes talents à la télévision taïwanaise, ce qui lui permet d’apparaître ensuite dans des téléfilms puis brièvement au cinéma dans Taipei Story (1985). En 1987, elle signe un contrat avec la société de production hongkongaise D & B de Sammo Hung pour remplacer la vedette Michelle Yeoh dans Le Sens du devoir 3, puis joue dans plus de 20 films d'arts martiaux. Depuis 1994, elle alterne entre le cinéma et la télévision.

## Filmographie

### Cinéma
| Année | Titre                            | Titre original       | Rôle                    | Notes                                   |
| ----- | -------------------------------- | -------------------- | ----------------------- | --------------------------------------- |
| 1986  | This Love of Mine                | 我的愛               | An Ling                 |                                         |
| 1987  | Bloody Brothers                  | 黑道兄弟             |                         |                                         |
| 1987  | Split of the Spirit              | 厲鬼纏身             | Kao Liang               |                                         |
| 1987  | Flag of Honor                    | 旗正飘飘             |                         |                                         |
| 1988  | Innocence and Dissipation        | 赤子心浪子情         |                         |                                         |
| 1988  | Three Headed Monster             | 三頭魔王             | la cheffe des chasseurs |                                         |
| 1988  | Vampire Kid 2                    | 天外天小子           | la veuve                |                                         |
| 1988  | Le Sens du devoir 3              | 皇家师姐Ⅲ雌雄大盗    | Yeung Lai-ching         |                                         |
| 1989  | Le Sens du devoir 4              | 皇家師姐Ⅳ直擊證人    | Rachel Yeung Lai-ching  |                                         |
| 1990  | Middle Man                       | 皇家師姐Ⅴ中間人      |                         |                                         |
| 1990  | Tiger Cage 2                     | 洗黑錢               | l'inspectrice Yeung     |                                         |
| 1991  | Queen's High                     | 紅粉至尊             | Kwanny Yeung            |                                         |
| 1991  | The Perfect Match                | 富貴吉祥             | la cousine de Fiona     |                                         |
| 1991  | Forbidden Arsenal                | 地下兵工廠           | Madame Yeung            |                                         |
| 1991  | The Transmigration Romance       | 花街神女             | Sis Chan                |                                         |
| 1991  | Sea Wolves                       | 海狼                 | l'inspectrice Yeung     |                                         |
| 1992  | Eternal Fist                     | Eternal Fist         | Lyssa                   | Film anglophone                         |
| 1992  | Super Lady Cop                   | 超級女警             | Chuan Lai               |                                         |
| 1992  | Deadend of Besiegers             | 東瀛遊俠             | Cui Gu                  |                                         |
| 1992  | It's Now or Never                | 飛女正傳             | Petit Bun               |                                         |
| 1992  | Zen of Sword                     | 俠女傳奇             | Choi Siu-ching          |                                         |
| 1992  | The Inspector Wears Skirts 4     | 92霸王花與霸王花     | Madame Yang             |                                         |
| 1993  | The 13 Cold-Blooded Eagles       | 新冷血十三鷹         | Quihua                  |                                         |
| 1993  | Pink Bomb                        | 人生得意衰盡歡       | Leung Chi-kwan          |                                         |
| 1993  | Blade of Fury                    | 一刀傾城             | Neuf chats              |                                         |
| 1993  | Madam City Hunter                | 城市女獵人           | Ching                   |                                         |
| 1993  | The Top Lady of Sword            | 葵花聖女             |                         |                                         |
| 1993  | Death Triangle                   | 末路狂花             | Hsie Wan-chin           |                                         |
| 1993  | The Avenging Quartet             | 霸海紅英             | Chin                    |                                         |
| 1993  | Murders Made to Order            | 蠍子之滅殺行動       | Nikko                   |                                         |
| 1993  | The Tale of a Heroine            | 天山玉女劍           |                         |                                         |
| 1993  | The Invincible Constable         | 七俠五義之五鼠鬧東京 | Ding Yuehua             |                                         |
| 1994  | The Gods Must Be Funny in China  | 非洲超人             | Ginzi                   |                                         |
| 1995  | Ultimate Revenge                 | 雷霆行動             | l'inspectrice Ching     |                                         |
| 1995  | Tough Beauty and the Sloppy Slop | 怒海威龍             | la capitaine Yang       |                                         |
| 1995  | Angel on Fire                    | 喋血柔情             | Siu Ching               | Version philippine : Matira ang matibay |
| 1995  | Twinkle Funny Star               | 快樂希望蠟筆小星     |                         |                                         |
| 1995  | Yes Madam                        | 師姐也瘋狂           | Lydia Lee               |                                         |
| 1995  | Only the Strong Survive          |                      |                         |                                         |
| 1996  | Le Sens du devoir 5              | 危情追蹤             | l'inspectrice Yeung     |                                         |
| 1996  | Who Killed Him                   | 誰殺了他             |                         |                                         |
| 1997  | Super Cops                       | 伙頭大將軍           |                         |                                         |
| 1997  | Tiger Angels                     | 雌虎威龍             | Rose                    |                                         |
| 1998  | Return of Dragon                 | 重振精武門           |                         |                                         |
| 2000  | Supercom.com                     | 雷霆特警             | Pin                     |                                         |
| 2000  | Guard Soldier                    | 護法奇兵             | Mary Young              |                                         |
| 2002  | The Boxing King                  | 力王之黑色擂台       | Hung Ying               |                                         |
| 2003  | Hurricane Bullet                 | 子彈狂飆             | Cheng Lee-ping          |                                         |
| 2003  | Fatal Love Web                   | 致命情網             | l'inspectrice           |                                         |
| 2003  | Radical                          | 極端份子             | la policière            |                                         |
| 2003  | Hacker Pioneers                  | 駭客尖兵             | la policière            |                                         |
| 2003  | Catching Murderer Overseas       | 跨海擒兇             | Ying                    |                                         |
| 2010  | Super Player                     | 大玩家               | la femme du héros       |                                         |
| 2013  | Pay Back                         | 猎仇者               | la femme de Yang Yan    |                                         |
| 2014  | Poseidon Code                    | 海神密码             | Sheng Qianqian          |                                         |
| 2019  | Crazy Bank Card                  |                      |                         |                                         |

### Télévision
| Année | Titre                            | Titre original | Rôle                 | Notes                                                        |
| ----- | -------------------------------- | -------------- | -------------------- | ------------------------------------------------------------ |
| 1986  | The Banner Heroes                | 大旗英雄傳     | Shui Lingguang       |                                                              |
| 1988  | The Legend of Cicada Wings       | 蟬翼傳奇       | Zhong Mengshuang     |                                                              |
| 1995  | Heavenly Ghost Catcher           | 天師鍾馗       | Fang Lin             | Histoire : « Le Manuel des tournesols » (葵花寶典)           |
| 1995  | Chor Lau-heung                   | 香帥傳奇       | Shangguan Wuji       |                                                              |
| 1995  | The Amazing Heroine Hua Mulan    | 天地奇英花木蘭 | Hua Mulan            |                                                              |
| 1996  | The Beggar Emperor               | 乞丐皇帝       | la princesse Mingxia |                                                              |
| 1996  | Dark Tales                       | 聊齋           | Lu Jincai            | Histoire 1 : « L'Amour volée à travers le temps » (流光情劫) |
| 1996  | Dark Tales                       | 聊齋           | Liu Mulian           | Histoire 2: « L'Héroïne et Mr. Tian » (俠女田郎)             |
| 1996  | Southern Shaolin                 | 新南少林       | Guo Yingjiao         |                                                              |
| 1997  | Bodyguards                       | 保鏢           | Zhao Yanling         |                                                              |
| 1997  | Thunderstorm Rider               | 霹靂菩薩       | Ashe                 |                                                              |
| 1998  | Curly Beard and Red Sleeves      | 虯髯客與紅拂女 | Shishi               |                                                              |
| 1998  | Gods Are Watching over You       | 舉頭三尺有神明 | Liao Shuzhen         |                                                              |
| 1998  | Secret Police                    | 警網雄風       | Li Xin               |                                                              |
| 1999  | Master of Zen                    | 達摩           | Aman                 |                                                              |
| 2001  | The Eloquent Ji Xiaolan          | 鐵齒銅牙紀曉嵐 | Mo Chou              |                                                              |
| 2004  | A Hero of Medicine in Lingnan    | 嶺南藥俠       | Lai Honggu           |                                                              |
| 2005  | Darling, See Here                | 亲爱的，看招   | Lin Heping           |                                                              |
| 2005  | Dr. Big Bear's Home              | 大熊醫師家     | Xiaojing             | Sitcom                                                       |
| 2007  | The Legend of Lu Xiaofeng        | 陸小鳳傳奇     | Wuyan                |                                                              |
| 2008  | The Amazing Strategist Liu Bowen | 神機妙算劉伯溫 | Sang Qi              |                                                              |
| 2008  | Taste of the Bamboo Shoot        | 冬筍的滋味     | Xu Wusun             |                                                              |
| 2008  | Fatal Narcotics                  | 禁毒使命       | Su Mei               |                                                              |
| 2013  | The Story of Mulan               | 花木蘭傳奇     | Jia Yun              |                                                              |
| 2015  | Ghost Stories 4                  | 聊齋新編       | la consort impériale | Histoire 7 : « Un élève nommé Ye » (葉生)                    |
| 2015  | The World of Love                | 失寵王妃之結緣 | Jiang Nanqing        |                                                              |